# 日本とキプロス共和国の関係
日本とキプロス共和国の関係（にほんときぷろすきょうわこくのかんけい、ギリシア語: Σχέση μεταξύ Ιαπωνίας και Κυπριακής Δημοκρατίας、トルコ語: Japonya ve Kıbrıs Cumhuriyeti arasındaki ilişkiler、英語: Japan-Republic of Cyprus relations）では、日本とキプロス共和国との関係について記述する。日本は1960年8月のキプロスの独立と同時に同国を承認した。

## 両国概要
|             | キプロス共和国               | 日本                             |
| ----------- | ---------------------------- | -------------------------------- |
| 人口        | 約119万人                    | 1億2581万人                      |
| 面積        | 9,251km²                     | 377,955 km²                      |
| 人口密度    | 約128.6人                    | 約332.9人                        |
| 首都        | ニコシア                     | 東京                             |
| 最大都市    | ニコシア                     | 東京                             |
| 国会体制    | 共和国（大統領制）一院制     | 単一国家・立憲君主制・議院内閣制 |
| 公用語      | ギリシャ語・トルコ語         | 日本語(事実上）                  |
| 宗教        | ギリシャ正教・回教・その他   | 神道・仏教・その他               |
| 民族        | ギリシャ系・トルコ系・その他 | 日本人・アイヌ人・その他         |
| 通貨        | ユーロ                       | 円                               |
| GDP（名目） | 約240億ドル                  | 5兆8800億ドル                    |

## キプロス問題
キプロスは1960年に英国よりキプロス共和国として独立。しかし、ギリシャ系住民とトルコ系住民との間で対立が激化、国連安保理は国連キプロス平和維持隊（UNFICYP）を派遣。1974年にギリシャ系住民がクーデターを企図したのを機にトルコ軍がトルコ系住民の保護を名目に軍事侵攻を開始、キプロス北部の約37％を占領。それ以降、キプロスは北部のトルコ軍支配地域（トルコ系）と南部のキプロス共和国政府支配地域（ギリシャ系）とに分断されている。北部の北キプロス・トルコ共和国は独立を宣言。トルコのみが国家承認をしている。
日本は「北キプロス・トルコ共和国」不承認の立場をとっている。

## 外交使節

### 駐日キプロス大使
| 代 | 氏名                            | 在任期間        | 官職名       | 備考                              |
| -- | ------------------------------- | --------------- | ------------ | --------------------------------- |
| 1  | ディノス・ムスフータス          | 1980年 - 1983年 | 特命全権大使 | 信任状捧呈は12月1日 初代 北京常駐 |
| 2  | プロコピス・N・ヴァネジス       | 1983年 - 1990年 | 特命全権大使 | 信任状捧呈は4月26日 北京常駐      |
| 3  | ソティリオス・C・ザケオス       | 1990年 - 1994年 | 特命全権大使 | 信任状捧呈は6月28日 北京常駐      |
| 4  | ミルナ・Y・クレオパス           | 1994年 - 1997年 | 特命全権大使 | 信任状捧呈は2月18日 北京常駐      |
| 5  | ミハイル・スパノス              | 1997年 - 1998年 | 特命全権大使 | 信任状捧呈は7月9日 北京常駐       |
| 6  | ローリャ・マルキーディス        | 1999年 - 2002年 | 特命全権大使 | 信任状捧呈は8月2日 北京常駐       |
| 7  | ペトロス・ケストラス            | 2005年 - 2007年 | 特命全権大使 | 信任状捧呈は10月26日 北京常駐     |
| 8  | マリオス・P・イエロニミーディス | 2008年 - 2011年 | 特命全権大使 | 信任状捧呈は7月17日 北京常駐      |
|    | アンドレアス・パナヨトゥ        | 2012年 - 2013年 | 臨時代理大使 | 北京常駐                          |
| 9  | イオワナ・マイオティス          | 2013年 - 2014年 | 特命全権大使 | 信任状捧呈は7月17日 北京常駐      |
|    | アンドレアス・パナヨトゥ        | 2014年 - 2015年 | 臨時代理大使 | 北京常駐                          |
| 10 | アイス・ロイズ                  | 2016年 - 2018年 | 特命全権大使 | 信任状捧呈は7月21日 北京常駐      |
|    | ミリアンティ・スパティ          | 2019年          | 臨時代理大使 | 北京常駐                          |
| 11 | ハリス・モリチス                | 2019年 - 2023年 | 特命全権大使 | 信任状捧呈は2020年2月12日         |
| 12 | ヤニス・ミハイリディス          | 2023年 -        | 特命全権大使 | 信任状捧呈は11月6日               |